# Pygathrix
Pygathrix é um gênero de macacos da família Cercopithecidae.

## Espécies
- Pygathrix cinerea Nadler, 1997
- Pygathrix nemaeus (Linnaeus, 1771)
- Pygathrix nigripes (Milne-Edwards, 1871)